# Ledomyia arizonensis
Ledomyia arizonensis är en tvåvingeart som först beskrevs av Ephraim Porter Felt 1915.  Ledomyia arizonensis ingår i släktet Ledomyia och familjen gallmyggor.
Artens utbredningsområde är Arizona. Inga underarter finns listade i Catalogue of Life.